# Vacances moscovites
Pour plus de détails, voir Fiche technique et Distribution.
Vacances moscovites (Московские каникулы, Moskovskie kanikouly) est un film soviétique réalisé par Alla Sourikova, sorti en 1995,. La première à la télévision sur RTR a lieu le 9 mars 1996.

## Synopsis
Une riche Italienne, Luciana Farrini, atterrit dans le pays des ancêtres de sa grand-mère. Elle accomplit le dernier vœu de sa grand-mère en apportant son chien mort pour l'enterrer en Russie. Les employés bagagistes de l'aéroport ignorant tout cela et pensant que le chien est mort pendant le vol, le remplacent par le premier roquet vivant qu'ils rencontrent. Luciana fait la connaissance à l'aéroport Cheremetievo 2 d'un chauffeur de taxi au noir, Gricha, par ailleurs employé d'un centre de recherche. Il emmène Luciana avec le chien à l'hôtel, mais on lui refuse le séjour à cause de l'animal. Finalement, c'est Gricha qui propose de la dépanner en l'amenant chez lui, mais c'est un appartement modeste avec cuisine, et toilettes communes à partager avec une voisine acariâtre, Doussia. Indignée, Luciana quitte l'appartement de Gricha et erre dans Moscou pour savoir où peut bien se trouver son chien. Après avoir pris un verre de vodka avec deux alcooliques philosophes, elle tombe sur un policier qui à l'écoute de son problème l'emmène chez son chef. Luciana demande à retrouver son compagnon de voyage aléatoire. Mais le lieutenant-colonel de police accuse presque immédiatement Gricha d'avoir volé la valise de Luciana, laissée dans le désordre dans sa chambre. Essayant de sauver Gricha, Luciana répond de travers aux questions, puis part retrouver Gricha pour dissiper tout malentendu. Une certaine sympathie semble commencer à les lier. En parallèle, l'histoire de la relation avec le chien se poursuit - il finit par réapparaître et en conséquence elle lui donne le nom de Surprise et finit par s'attacher à lui. 
Le lendemain, Gricha emmène Luciana déjeuner avec son ex-femme, après quoi Luciana devient victime d'escrocs de rue. Ceux-ci, après avoir fait mine de faire une séance photo, déshabillent l'étrangère, l'habillent d'un gilet de travail et, prenant le sac (avec l'argent et les papiers de Luciana semble-t-il), se cachent. Gricha calme Luciana en l'emmenant à un rendez-vous romantique à l'observatoire de Moscou. Après avoir eu quelques ennuis supplémentaires, cassé un lampadaire avec la voiture de Gricha et rencontré à nouveau le lieutenant-colonel de police, Gricha et Luciana sont finalement devenus proches. Le lendemain, Luciana apprend par les nouvelles la visite à Moscou d'une délégation gouvernementale italienne conduite par son ancienne connaissance, le ministre du commerce, le « mafieux » Maurizio Costellani. Gricha comprend que Luciana peut s'en aller. Mais elle promet qu'elle ne sera absente qu'« une minute ». Mais, après avoir rencontré Maurizio, elle succombe à sa persuasion et part en promenade dans Moscou, suivie d'une réception au Kremlin. Elle n'a que le temps d'envoyer un télégramme à Gricha, disant qu'il lui manque. Lui, portant à la poitrine une décoration gouvernementale, parvient à s'infiltrer à la réception du Kremlin. Gricha danse le tango avec Luciana, mais à la fin de la danse il lui enfile avec défi un gilet orange de travail. Luciana se sent déshonorée et lâche à Gricha : « Je déteste ça », ce à quoi il répond : « Moi aussi ».  
En quittant Moscou, Luciana vient chez Gricha, lui demande de lui pardonner et de lui rendre Surprise, mais il s'enferme dans la pièce et se tait. Alors sans attendre sa réaction, elle lui avoue son amour et s'en va. Après être resté chez lui toute la nuit, Gricha trouve accidentellement le matin l'argent, les documents et les billets de Luciana sous le lit et décide au dernier moment d'aller à l'aéroport. Déguisé en femme et volant simultanément une voiture de police, Gricha parvient à se rendre à l'aéroport, où un garde-frontière surveille Gricha du coin de l'œil, déguisé et enveloppé dans un foulard jusqu'aux yeux. 
Dans l'avion, Luciana se rend compte qu'elle a fait une erreur et demande à l'équipage d'arrêter l'avion déjà en accélération. Mais de manière inattendue, dans la cabine de la classe économique, elle tombe sur Gricha et Surprise, qui ont réussi à prendre le vol.

## Fiche technique
- Titre français : Vacances moscovites[3]
- Titre original : Московские каникулы, Moskovskie kanikouly
- Photographie : Vladimir Nakhabtsev
- Musique : Andreï Makarevitch, Piotr Podgorodetski
- Décors : Viktor Petrov, Natalia Moneva
- Montage : Inessa Brojovskaia

## Distribution
- Irina Selezneva : Luciana Farrini
- Leonid Iarmolnik : Gricha
- Natalia Goundareva : Doussia
- Oleg Tabakov : Maurizio Costellani
- Armen Djigarkhanian : le directeur de la compagnie d'aviation
- Leonid Yakoubovitch : le lieutenant-colonel de police
- Alexandre Adabachian : Sania, intellectuel pessimiste et alcoolique
- Mikhaïl Michine : intellectuel alcoolique optimiste
- Marina Dioujeva : ex-femme de Gricha
- Sergueï Nikonenko : employé de l'aéroport
- Natalia Kratchkovskaïa : employée de l'hôtel